# Bianchello del Metauro
Il Bianchello del Metauro è un vino DOC la cui produzione è consentita nella provincia di Pesaro e Urbino. I suoi confini abbracciano una sottile fascia di colline che dal mare Adriatico risale verso l'interno, sviluppandosi lungo le sponde del fiume Metauro. La zona di produzione sono situate a nord ed a sud del fiume Metauro. 
Negli ultimi anni questa DOC sta raggiungendo risultati importanti a livello qualitativo grazie agli investimenti che il settore vitivinicolo pesarese sta attuando sulle vigne e sulla filiera produttiva; alcune cantine che producono in Bianchello DOC hanno dato vita ad un movimento con lo scopo di aumentare il livello di notorietà del Bianchello in ambito nazionale e internazionale, sotto il nome di bianchello d'autore.

## Caratteristiche organolettiche
- colore: giallo paglierino.
- odore: delicato, caratteristico.
- sapore: secco, fresco, armonico, gradevole.

Il Bianchello del Metauro, con rare eccezioni, è un bianco facile e di pronta bevuta ma che nelle sue espressioni migliori può mettere in luce una sottile personalità.

## Storia
La denominazione Bianchello del Metauro è stata la prima ad essere riconosciuta nella provincia di Pesaro-Urbino e tra le prime della regione Marche.

## Abbinamenti consigliati
Ottimo per antipasti misti o di pesce, per fritture saporite, per carni bianche come pollo, coniglio e animali da cortile, ma si presta bene anche ad accompagnare tutto il pasto.

## Produzione
Provincia, stagione, volume in ettolitri
- Pesaro  (1990/91)  18360,14
- Pesaro  (1991/92)  18109,92
- Pesaro  (1992/93)  15288,1
- Pesaro  (1993/94)  17682,95
- Pesaro  (1994/95)  17754,86
- Pesaro  (1995/96)  12740,7
- Pesaro  (1996/97)  12211,87

| Controllo di autorità | Thesaurus BNCF 72587 |